# Genforsikring
Genforsikring eller reassurance refererer til en praksis, hvor et forsikringsselskab beskytter sig mod tabsrisiko ved at tegne en forsikring, således at man overlader dele af sine forpligtelser til andre forsikringsselskaber. 
Genforsikring tegnes oftest, hvor forsikringsselskabet risikerer en særlig stor udbetaling, f.eks. som følge af naturkatastrofer eller skibsulykker. Genforsikringsselskabet dækker oftest kun en del af skaden, men på denne måde sikrer forsikringsselskabet sig at det ikke får underskud grundet store skadesudbetalinger. Et forsikringsselskab kan enten tegne genforsikring for en enkelt police eller en hel serie policer. 
Der skelnes mellem proportional genforsikring, som indebærer at genforsikringsselskabet får en fast andel af hver forsikringspræmie og til gengæld betaler en fast andel af forsikringsselskabets skadesudbetalinger samt nonproportional genforsikring, hvor genforsikringsselskabet kun dækker, såfremt skadesudbetalingen overstiger et vist aftalt niveau.